# Rijkscommissariaat Oekraïne
Het Rijkscommissariaat Oekraïne (RKU) (Duits: Reichskommissariat Ukraine) was de naam voor de administratie van het door nazi-Duitsland bezette Oekraïne, dat ook delen bevatte van het huidige Wit-Rusland en het vooroorlogse Polen, tijdens de Tweede Wereldoorlog. In eerste instantie werd het bestuurd door het Reich Ministerie voor de bezette gebieden in het Oosten onder leiding van Alfred Rosenberg. Tussen september 1941 en maart 1944 werd het Rijkscommissariaat echter bestuurd door de Reichskommissar Erich Koch als een kolonie. De taken van de administratie omvatten de pacificatie van de regio en de exploitatie, in het Duitse voordeel, van zijn middelen en mensen.
Voorafgaand aan de Duitse invasie was Oekraïne een republiek van de Sovjet-Unie. Het gebied werd bewoond door etnische Oekraïners en Russen samen met minderheden als Duitsers, Joden, Roma, Roemenen, Polen en Krim-Tataren.
Het was een belangrijk onderwerp van de nazi-planning voor de naoorlogse expansie van de Duitse staat. Het nazi-uitroeiingsbeleid in Oekraïne, met de hulp van lokale Oekraïense collaborateurs, maakte een einde aan het leven van miljoenen burgers tijdens de Holocaust en andere massamoorden door de nazi’s: naar schatting 900,000 tot 1.6 miljoen Joden en 3 tot 4 miljoen niet-joodse Oekraïners werden tijdens de bezetting gedood; andere bronnen schatten dat 5,2 miljoen Oekraïense burgers (van alle etnische groepen) zijn omgekomen als gevolg van misdaden tegen de menselijkheid, oorlogsgerelateerde ziekten, en hongersnood, die destijds meer dan 12% van de Oekraïense bevolking uitmaakten.

## Geschiedenis

Nazi-propagandaposter in het Oekraïens met de tekst "Hitler de Bevrijder""

Nazi-Duitsland lanceerde Operatie Barbarossa tegen de Sovjet-Unie op 22 juni 1941 in strijd met het wederzijdse Duits-Sovjet-Russisch grens- en vriendschapsverdrag. De Duitse invasie resulteerde in de ineenstorting van de westelijke elementen van de Sovjet Rode Leger in de voormalige grondgebieden van Polen geannexeerd door de Sovjet-Unie. Op 16 juli 1941 benoemde Hitler de nazi Gauleiter Erich Koch als de Reichskommissar voor het geplande "Reichskommissariat Ukraine", die op 1 september 1941 was ingesteld door het decreet van de Führer. Oorspronkelijk onderworpen aan Alfred Rosenberg's Rijksministerie voor de Oostelijke bezette Gebieden, werd het een aparte Duitse burgerlijke entiteit. De eerste overdracht van Sovjet-Oekraïens grondgebied van militair naar civiel bestuur vond plaats op 1 september 1941. Er waren verdere overdrachten op 20 oktober en 1 november 1941 en een laatste overdracht op 1 september 1942.
In de ogen van Adolf Hitler en andere Duitse expansionisten, zou de vernietiging van de Sovjet-Unie, een "joods-bolsjewistische" staat, een bedreiging van de oostgrenzen van Duitsland wegnemen en de kolonisatie van de uitgestrekte gebieden van Oost-Europa mogelijk maken onder de vlag van "Lebensraum" (leefruimte) voor de vervulling van de materiële behoeften van het Germaanse volk. Ideologische verklaringen over het Duitse Herrenvolk (meesterras) die het recht hadden om hun territorium uit te breiden, vooral in het Oosten, waren wijdverbreid onder het Duitse publiek en nazi-functionarissen van verschillende rangen. Later, in 1943, zei Erich Koch over zijn missie: "We zijn een meesterras dat moet onthouden dat de laagste Duitse arbeider raciaal en biologisch duizend keer waardevoller is dan de bevolking hier."
Op 14 december 1941 besprak Rosenberg met Hitler verschillende administratieve kwesties met betrekking tot het Reichskommissariat Oekraïne. Deze omvatten een geschil over de status van Koch en toegang tot Hitler, personeelstekorten over het verzamelen van de oogst, Hitler's aandrang dat de Krim en een groot deel van Zuid-Oekraïne "schoongemaakt" zou moeten worden (d.w.z. ongewenste nationaliteiten die moeten worden verwijderd), en direct verbonden aan het Reich als een district genaamd "Gotenland" (Land van de Goten) het hernoemen van steden zoals Simferopol naar "Gotenburg" en Sebastopol naar "Theoderichshafen" (naar de oude Gotische koning Theodorik de Grote) en een aanpassing aan de grens met door Roemenië gecontroleerd Transnistrië om het uitzicht op de scheepswerven bij Mykolajiv te verwijderen.
Hitler verordende de oprichting van de nazi-partijorganisatie Arbeitsbereich Osten der NSDAP voor de nieuwe oostelijke bezette gebieden op 1 april 1942. Deze stap werd fel bestreden door zowel Rosenberg, die terecht vreesde dat de transformatie van het bestuur van de oostelijke gebieden van een staat naar een partijbureaucratie, het effectieve einde zou betekenen van het gezag van zijn ministerie (dat een staatsorgaan was), en Heinrich Himmler, die terecht vreesde dat de vestiging van het Arbeitsbereich betekende dat de bestaande commissarissen nu Reichskommissar Veur Krieg (RVK's) (Rijkscommissarissen voor de oorlog) zouden worden en dus enorm gemachtigd ten koste van de SS, die al sinds eind september vorig jaar terrein verloor, toen het commissariaat zich begon te vestigen met lokale commissarissen die de controle uitoefenden over de politie op hun grondgebied, tot nu toe gecontroleerd door de SS. Het verzet van de achterhoede van Himmler en Rosenberg stortte al snel in onder druk van Martin Bormann in Berlijn, en Koch en Lohse in het veld. Rosenberg slaagde er in ieder geval in om Reichsleiter van het nieuwe Arbeitsbereich te worden. Rosenberg probeerde later dergelijke politieke macht in de politieke afdeling van het ministerie te krijgen door alle partijkwesties onder zijn controle te houden. Hij verbood de oprichting van organisaties en elke politieke activiteit in het Oosten zonder zijn uitdrukkelijke toestemming, maar werd niet gehoorzaamd.
In de hoop dat ze door hun krachten te bundelen enige invloed zouden kunnen herwinnen, besloten Himmler en Rosenberg over te gaan tot de benoeming van Gottlob Berger, Himmlers politieke strijdbijl en het personeelshoofd van de SS, als plaatsvervanger van Rosenberg. Dit was een zet die Rosenberg in theorie controle gaf over SS-troepen in de bezette Sovjetgebieden onder civiel bestuur in ruil voor zijn steun aan de SS in haar machtsstrijd. De samenwerking tussen Rosenberg en Himmler leverde echter niets anders op dan ergernis jegens elkaar, waarna Berger al snel alle samenwerking opschortte. Koch en Lohse verminderden daarna geleidelijk de communicatie met Rosenberg, door contacten met Hitler te onderhouden via Bormann en de partijkanselarij. Beiden maakten er ook een punt van om sterke SA-organisaties in hun rechtsgebied op te richten, als tegenwicht voor de SS. Aangezien veel van de ambtenaren van het commissariaat actief waren of SA-officieren reserveerden, laaide de reeds bestaande wrok tegen de SS weer op. Als laatste redmiddel probeerde de Höherer SS- und Polizeiführer (HSSPF) in Oekraïne, Hans-Adolf Prützmann, Erich Koch rechtstreeks te benaderen, waarna hij werd ontslagen.
Het Rijkscommissariaat Oekraïne werd op 10 november 1944 geliquideerd.